# Monterotondo Marittimo
Monterotondo Marittimo is een gemeente in de Italiaanse provincie Grosseto (regio Toscane) en telt 1254 inwoners (31-12-2004). De oppervlakte bedraagt 102,5 km², de bevolkingsdichtheid is 12 inwoners per km².
De volgende frazioni maken deel uit van de gemeente: Frassine en Lago Boracifero.

## Bezienswaardigheden
- Het natuurpark van de geisers van Lago Boracifero.

## Demografie
Monterotondo Marittimo telt ongeveer 559 huishoudens. Het aantal inwoners daalde in de periode 1991-2001 met 13,0% volgens cijfers uit de tienjaarlijkse volkstellingen van ISTAT.
| Jaar | Inwoneraantal |
| ---- | ------------- |
| 1991 | 1391          |
| 2001 | 1210          |

## Geografie
De gemeente ligt op ongeveer 539 meter boven zeeniveau.
Monterotondo Marittimo grenst aan de volgende gemeenten: Castelnuovo di Val di Cecina (PI), Massa Marittima, Monteverdi Marittimo (PI), Montieri, Pomarance (PI), Suvereto (LI).
Arcidosso · Campagnatico · Capalbio · Castel del Piano · Castell'Azzara · Castiglione della Pescaia · Cinigiano · Civitella Paganico · Follonica · Gavorrano · Grosseto · Isola del Giglio · Magliano in Toscana · Manciano · Massa Marittima · Monte Argentario · Monterotondo Marittimo · Montieri · Orbetello · Pitigliano · Roccalbegna · Roccastrada · Santa Fiora · Scansano · Scarlino · Seggiano · Semproniano · Sorano
1. ↑  https://demo.istat.it/?l=it.